# Kazimierz Busler
Kazimierz Karol Busler, ps. „Karol Magoski” (ur. 24 stycznia 1894 w Częstochowie, zm. 25 kwietnia 1945 w Murnau) – podpułkownik kawalerii Wojska Polskiego, dwukrotny kawaler Orderu Virtuti Militari.

## Życiorys
Kazimierz Karol Busler urodził się 24 stycznia 1894 w Częstochowie, w rodzinie Antoniego i Agnieszki z Pietrzykowskich. Uczył się w szkołach realnych w Częstochowie i Lwowie, a później w gimnazjum Kuropatwińskiego, z którego został usunięty za działalność niepodległościową. Udzielał się w Polskich Drużynach Strzeleckich, uczestniczył w kursie instruktorskim w Nowym Sączu, a następnie został skierowany na Oleandry, skąd jako jeden z czterech częstochowian wyruszył 6 sierpnia 1914 w składzie 1 kompanii kadrowej do Królestwa Polskiego. Służył w 1 plutonie, następnie został 1 lutego 1915 przeniesiony do kawalerii. Służył kolejno w trzecim, drugim i pierwszym szwadronie 1 pułku ułanów Legionów Polskich. Od 6 lutego do 1 kwietnia 1917 był słuchaczem kawaleryjskiego kursu podoficerskiego przy 1 pułku ułanów w Ostrołęce. Kurs ukończył z wynikiem bardzo dobrym. Był wówczas kapralem. Później został mianowany wachmistrzem.
Od listopada 1918 służył w Wojsku Polskim w stopniu porucznika jako oficer 1 pułku szwoleżerów. Brał udział w walkach o Wilno w kwietniu 1919.
18 lutego 1928 awansował na majora ze starszeństwem z 1 stycznia 1928 i 34. lokatą w korpusie oficerów kawalerii. 29 stycznia 1929 został przeniesiony do kadry oficerów kawalerii z równoczesnym przeniesieniem służbowym do Gabinetu Ministra Spraw Wojskowych na stanowisko adiutanta przybocznego ministra, marszałka Polski Józefa Piłsudskiego, z którym był prawdopodobnie spokrewniony. 17 stycznia 1933 prezydent RP nadał mu z dniem 1 stycznia 1933 stopień podpułkownika w korpusie oficerów kawalerii i 13. lokatą. W styczniu 1934 został przeniesiony do Generalnego Inspektora Sił Zbrojnych na stanowisko kierownika Samodzielnego Referatu Personalnego. W 1936 został zastępcą dowódcy 5 pułku ułanów w Ostrołęce. W 1938 objął dowództwo 10 pułku ułanów w Białymstoku.
W czasie kampanii wrześniowej 1939, 6 października dostał się do niewoli niemieckiej pod Kockiem. Zmarł 25 kwietnia 1945 w obozie jenieckim w Murnau.

## Ordery i odznaczenia
- Krzyż Złoty Orderu Wojennego Virtuti Militari nr 168[16] (pośmiertnie)[14]
- Krzyż Srebrny Orderu Wojskowego Virtuti Militari nr 3878[1] (30 czerwca 1921)[17]
- Krzyż Niepodległości (12 maja 1931)[18]
- Krzyż Kawalerski Orderu Odrodzenia Polski (9 listopada 1931)[19]
- Krzyż Walecznych (trzykrotnie)[20]
- Srebrny Krzyż Zasługi (7 grudnia 1927)[21][20]
- Medal Pamiątkowy za Wojnę 1918–1921[20]
- Medal Dziesięciolecia Odzyskanej Niepodległości[20]
- Odznaka Pamiątkowa Generalnego Inspektora Sił Zbrojnych (12 maja 1936)
- Odznaka Pamiątkowa „Pierwszej Kadrowej”[22]
- Odznaka 1. Pułku Szwoleżerów Józefa Piłsudskiego[23]
- Krzyż Oficerski Orderu Gwiazdy Rumunii (Rumunia, 1933)[24]
- Order Krzyża Orła III klasy (Estonia, 1936)[25]